# Symfonieën der Nederlanden
Symphonieën der Nederlanden is een compositie voor harmonieorkest van Louis Andriessen. Dit werk werd door Louis Andriessen in 1974 geschreven in opdracht van de gemeente Amsterdam. In de compositie zijn zeven verschillende muzikale thema's te herkennen. 
Het werk is op cd opgenomen door het Amsterdam Wind Orchestra onder leiding van Heinz Friesen.